# Sankt Georgen ob Judenburg
Sankt Georgen ob Judenburg est une commune autrichienne du district de Judenburg en Styrie.